# Kanton Coursegoules
Der Kanton Coursegoules war bis 2015 ein französischer Wahlkreis im Arrondissement Grasse, im Département Alpes-Maritimes und in der Region Provence-Alpes-Côte d’Azur. Hauptort (frz.: chef-lieu) war Coursegoules.
Der Kanton war 215,68 km² groß und hatte 2445 Einwohner (Stand 2012).

## Gemeinden
| Gemeinde           | Einwohner (Stand: 2022) | Code postal | Code Insee |
| ------------------ | ----------------------- | ----------- | ---------- |
| Bézaudun-les-Alpes | 260                     | 06510       | 06017      |
| Bouyon             | 550                     | 06510       | 06022      |
| Cipières           | 398                     | 06620       | 06041      |
| Conségudes         | 99                      | 06510       | 06047      |
| Coursegoules       | 545                     | 06140       | 06050      |
| Les Ferres         | 93                      | 06510       | 06061      |
| Gréolières         | 606                     | 06620       | 06070      |
| Roquestéron-Grasse | 66                      | 06910       | 06107      |